# E85号線
E85号線(E85ごうせん、英語: European route E85)は欧州自動車道路のAクラス幹線道路。リトアニアのクライペダからベラルーシ、ウクライナ、ルーマニア、ブルガリアを経てギリシャのアレクサンドルーポリまで延びている。

## 経路

### リトアニア
- A1 : クライペダ - カウナス - ヴィリニュス
- A15: ヴィリニュス - シャルチニンカイ - （ベラルーシ国境）

### ベラルーシ
- M11 : （リトアニア国境） - リダ - スロニム - インターチェンジ
- M1 : インターチェンジ - コブルィン
- M12 : コブルィン - （ウクライナ国境）

### ウクライナ
- M19 : （ベラルーシ国境） - コーヴェリ - ロジーシチェ - ルーツィク - テルノーピリ - チェルニウツィー - （ルーマニア国境）

### ルーマニア
- DN2 : （ウクライナ国境） - シレト - スチャヴァ - ファルティチェニ - バカウ - フォクシャニ - ルムニク・サラト - ウルジチェニ - ブカレスト
- DN5 : ブカレスト - ジュルジュ - （ブルガリア国境）

### ブルガリア
- I-5 : （ルーマニア国境） - ルセ - ビャラ - ヴェリコ・タルノヴォ - ガブロヴォ - カザンラク - スタラ・ザゴラ - ハスコヴォ
- I-8 / A3: ハスコヴォ - スピレングラード（英語版）
- 80号線 : スピレングラード（英語版） - （ギリシャ国境）

### ギリシャ
- 51号線 : （ブルガリア国境） - オルメニオ（英語版） - ディディモティホ（英語版） - インターチェンジ
- 2号線 : インターチェンジ - アレクサンドルーポリ